# Club América Sub-17
La categoría sub-17 del Club de Fútbol América S. A. de C. V. es un equipo de fútbol profesional de la Primera División de México Sub-17. Fundado el 1 de julio de 2009 en la Ciudad de México. El club disputa sus partidos como local en la cancha 2 de las instalaciones de Coapa, y ocasionalmente los de fase final en el Estadio Azteca. Sus colores tradicionales son el amarillo y el azul.

## Palmarés
| Competición nacional | Títulos                      | Subcampeonatos |
| -------------------- | ---------------------------- | -------------- |
| Liga MX Sub-17: (2)  | Clausura 2015, Apertura 2018 |                |